# Castelo de Walmer

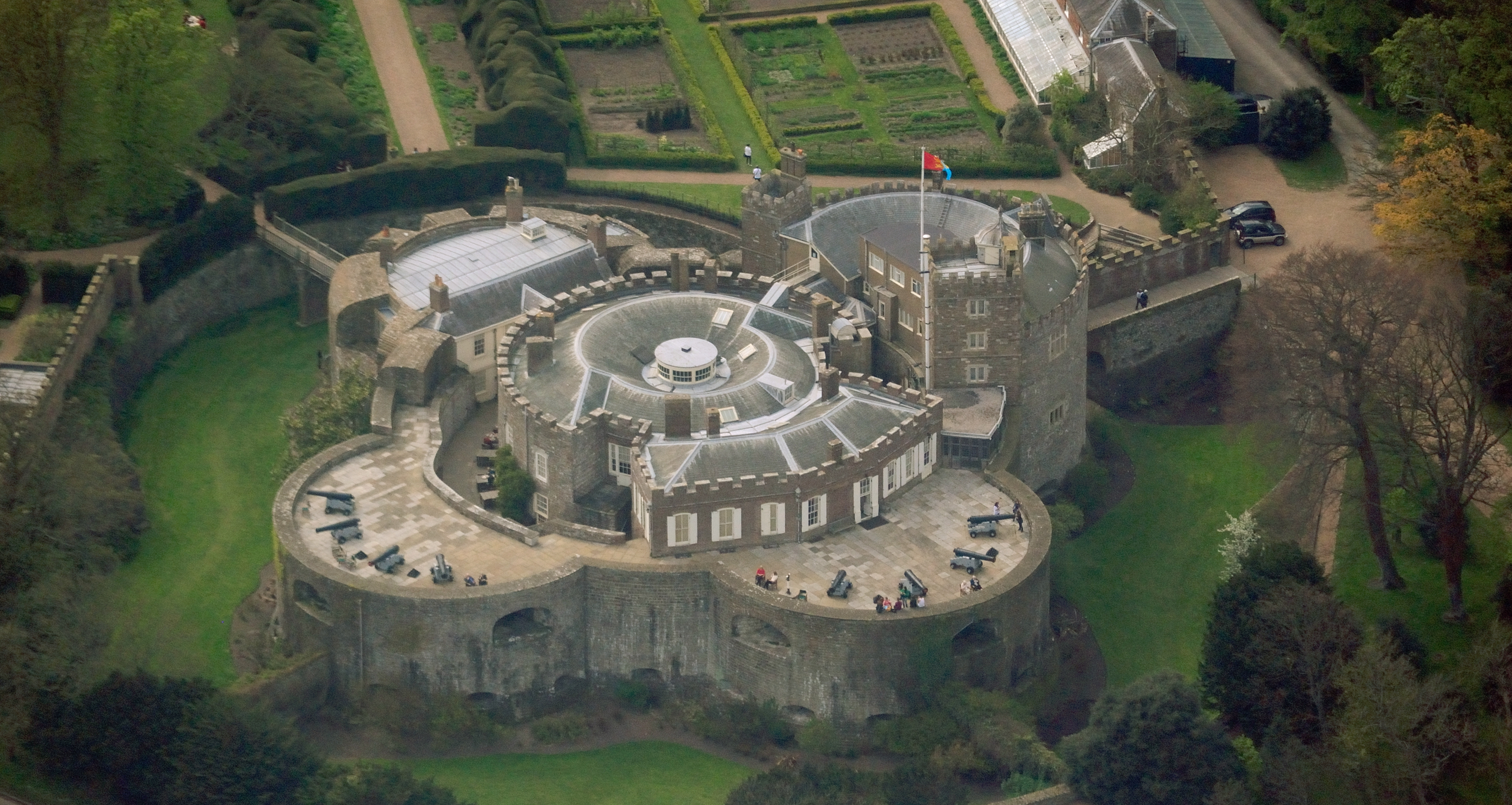
Vista aérea do castelo

O Castelo de Walmer (em inglês:  Walmer Castle) foi construído por Henrique VIII da Inglaterra em 1539-1540 como uma fortaleza de artilharia para combater a ameaça de invasão católica da França e Espanha. Era parte de seu programa para criar uma cadeia de defesas costeiras ao longo da costa da Inglaterra conhecida como os Fortes de Defesa ou como Henrician Castles. Ele foi um dos três fortes construídos para defender a Downs, uma área de ancoradouro seguro protegido pelas Goodwin Sands, em Kent, sudeste da Inglaterra. Os outros fortes estavam em Deal e Sandown.
O castelo pertence e é gerido pelo English Heritage.